# Thakurdwara (Indie)
Thakurdwara – miasto w północnych Indiach w stanie Uttar Pradesh, na Nizinie Hindustańskiej.
Populacja miasta w 2001 roku wynosiła 35 279 mieszkańców.